# Freon

Freon

Freon is een groep van chloorfluorkoolstofverbindingen (cfk's) die vooral in koelsystemen en spuitbussen gebruikt werden. Het woord Freon was een merknaam die toebehoorde aan de firma DuPont. Freon was een van de gassen die mede het gat in de ozonlaag deden uitbreiden. Het gebruik van die gassen in spuitbussen en koelkasten is daarom tegenwoordig verboden. Freon is met diverse internationaal goedgekeurde technieken vernietigd, waaronder bijvoorbeeld in cementovens, kraken in reactoren en verbanding in draaitrommel ovens.
Freon 12® (ook bekend als R-12) was een populaire koelvloeistof voor het werd verboden. Wanneer over freon wordt gesproken, wordt dan ook meestal freon-12 bedoeld. De chemische formule is CCl2F2 en de chemische benaming van de stof is dichloordifluormethaan.
In 2021 waren CFK's internationaal nog in het nieuws toen wetenschappers illegale productie in China ontdekten. Inmiddels heeft China na internationale druk maatregelen genomen.

## Europese wetgeving
Op 11 maart 2024 zijn twee herziene Europese Verordeningen van kracht geworden rondom dit thema, namelijk de Verordening betreffende stoffen die de ozonlaag afbreken (EU 2024/590) en de Verordening betreffende gefluoreerde broeikasgassen (EU 2024/573).

## Montréal Protocol: productieverbod
Het Montréalprotocol, voluit, het Montreal Protocol on Substances That Deplete the Ozone layer, is een internationaal verdrag dat opgesteld is om de ozonlaag te beschermen. Deze bescherming kwam tot stand door de productie van freon te stoppen. Het verdrag werd ondertekend op 16 september 1987 en werd op 1 januari 1989 van kracht. Sindsdien heeft het protocol zes herzieningen ondergaan, namelijk in 1990, 1992, 1995, 1997, 1999 en 2016. De inhoud van het verdrag is gegroepeerd rond een aantal gehalogeneerde koolwaterstoffen, zoals halonen en cfk's. Voor elke groep geeft het verdrag een tijdsperiode aan waarbinnen de productie van deze stoffen moet zijn beëindigd. Zo is vanaf 1 oktober 2000 de verkoop van cfk in de EU verboden. Het gebruik in bestaande installaties is verboden sedert 31-12-2000. In 2012 hebben 197 landen het protocol geratificeerd, waaronder de gehele Europese Unie. Met de meest recente herziening van het verdrag in 2016 (Kigali Amendement) zijn ook de HFK’s (met alleen een klimaat opwarmend effect) toegevoegd, waarbij afspraken zijn gemaakt over het terug faseren van deze stoffen.